# قزل‌حصار (فامنین)
قزل حصار (همدان)، روستایی از توابع بخش فامنین شهرستان همدان در استان همدان ایران است.

## جمعیت
این روستا در دهستان مفتح قرار دارد و براساس سرشماری مرکز آمار ایران در سال ۱۳۹۵، جمعیت آن ۱۲۳ نفر (۴۱خانوار) بوده‌است.